# Lasius fuliginosus
Lasius fuliginosus é uma espécie de insetos himenópteros, mais especificamente de formigas pertencente à família Formicidae.
A autoridade científica da espécie é Latreille, tendo sido descrita no ano de 1798.
Trata-se de uma espécie presente no território português.

## Hiperparasitismo
Noutras formigas como a Lasius niger, uma espécie mais pequena mas mais comum, a rainha cria o seu próprio formigueiro pondo ovos e depois alimentando as larvas com um fluído produzido pela destruição dos seus próprios músculos; este processo deixa a rainha terrivelmente fraca, já que ela não pode alimentar as larvas e procurar comida ao mesmo tempo. As rainhas fecundadas de L. fuliginosus não criam os seus próprios formigueiros, mas estabelecem-se parasitando outra espécie do mesmo género, a Lasius umbratus. Ela mata ou expulsa a rainha L. umbratus e então põe os ovos, que são cuidados pelas obreiras da espécie hospedeira, até emergirem as obreiras L. fuliginosus, que vão gradualmente tomando conta do formigueiro. A L. umbratus também estabelece a sua colónia da mesma maneira, apossando-se de um formigueiro da L. niger, pelo que a L. fuliginosus é por vezes referida como uma superparasita.